# Kazuya Shiojiri
Kazuya Shiojiri (japanisch 塩尻 和也 Shiojiri Kazuya; * 8. November 1996 in Isesaki) ist ein japanischer Langstrecken- und Hindernisläufer.

## Sportliche Laufbahn
Erste internationale Erfahrungen sammelte Kazuya Shiojiri bei den Juniorenweltmeisterschaften 2014 in Eugene, bei denen er mit 8:45,66 min im Hindernislauf den neunten Platz im Finale belegte. 2016 qualifizierte er sich in dieser Disziplin für die Olympischen Spiele in Rio de Janeiro, bei denen er mit 8:40,98 min im Vorlauf ausschied. 2017 gewann er bei der Sommer-Universiade in Taipeh in 29:20,96 min die Bronzemedaille im 10.000-Meter-Lauf. Im Jahr darauf nahm er erstmals an den Asienspielen in Jakarta teil und gewann dort in 8:29,42 min die Bronzemedaille im Hindernislauf hinter dem Iraner Hossein Keyhani und Yaser Salem Bagharab aus Katar. 2019 gewann er bei den Asienmeisterschaften in Doha in 8:32,25 min die Bronzemedaille hinter dem Bahrainer John Kibet Koech und Avinash Sable aus Indien. 2023 startete er über 5000 Meter bei den Asienmeisterschaften in Bangkok und gewann dort in 13:43,92 min die Silbermedaille hinter seinem Landsmann Hyūga Endō. Im August schied er bei den Weltmeisterschaften in Budapest mit 13:51,00 min im Vorlauf über 5000 Meter aus und im Oktober belegte er bei den Asienspielen in Hangzhou in 28:35,02 min den fünften Platz über 10.000 Meter.
2018 wurde Shiojiri japanischer Meister im Hindernislauf sowie 2023 über 5000 Meter und 10.000 Meter. Bei seinem Sieg über 10.000 Meter lief er mit 27:09,80 min japanischen Rekord.

## Persönliche Bestleistungen
- 3000 Meter: 7:46,37 min, 21. Mai 2023 in Yokohama
- 5000 Meter: 13:16,53 min, 10. Dezember 2021 in Kyōto
- 10.000 Meter: 27:09,80 min, 10. Dezember 2023 in Tokio (japanischer Rekord)
- Halbmarathon: 1:01:22 h, 13. Oktober 2018 in Tachikawa
- 3000 m Hindernis: 8:27,25 min, 27. Juni 2019 in Fukuoka